# Haltepunkt Düsseldorf-Hamm
Der Haltepunkt Düsseldorf-Hamm liegt etwa fünf Kilometer südwestlich des Düsseldorfer Hauptbahnhofs im Düsseldorfer Stadtteil Hamm. Er befindet sich an der Bahnstrecke Mönchengladbach–Düsseldorf. Neben der S-Bahn hält am Bahnhof Düsseldorf-Hamm je eine Straßenbahn- und Buslinie.

## Lage und Aufbau
Der Haltepunkt befindet sich an der Grenze zwischen den Düsseldorfer Stadtteilen Hamm und Hafen an der Bahnstrecke Mönchengladbach – Düsseldorf. Die Strecke ist im Abschnitt zwischen Neuss Hbf und Düsseldorf Hbf viergleisig ausgebaut. Das nördliche Gleispaar dient dem Fern- und Güterverkehr. Das südliche Gleispaar, an dem der Haltepunkt liegt, dient ausschließlich den Zügen der S-Bahn Rhein-Ruhr. Der Haltepunkt verfügt über einen 150 Meter langen und 96 Zentimeter hohen Mittelbahnsteig in Dammlage, der über einen Zugang von der Kuhstraße aus zu erreichen ist.
Die benachbarten Betriebsstellen sind in östlicher Richtung der Haltepunkt Düsseldorf Völklinger Straße in rund 1,4 Kilometern Entfernung sowie in westlicher Richtung der Haltepunkt Neuss Rheinpark-Center in 1,7 Kilometern Entfernung. Unmittelbar westlich des Haltepunkts schließt sich die Hammer Brücke über den Rhein an. Nördlich der beiden Strecken liegen die Anschlussgleise des Düsseldorfer Hafens.

## Geschichte
Der Haltepunkt liegt an dem 1870 eröffneten Streckenabschnitt der Bahnstrecke Mönchengladbach – Düsseldorf. Trotz der Nähe zum Ortskern von Hamm bestand über längere Zeit keine Zugangsstelle zum Personenverkehr. Den Anschluss an das öffentliche Nahverkehrsnetz erhielt der Ortsteil im Jahr 1924 durch eine Straßenbahnlinie.
Am 18. März 1978 schlossen die Deutsche Bundesbahn und das Land Nordrhein-Westfalen den Durchführungsvertrag Nr. 3 ab, der den Ausbau der Verbindung Mönchengladbach – Neuss – Düsseldorf – Wuppertal – Hagen für den S-Bahn-Betrieb vorsah. Der Abschnitt westlich ab Neuss sollte hierfür ein eigenes Gleispaar erhalten und um weitere Nahverkehrshalte in den Stadtgebieten von Neuss und Düsseldorf ergänzt werden.
Um hierfür den erforderlichen Platz zu bekommen, wurde die bestehende Dammkrone abgetragen und der Abraum für die Dammverbreiterung verwendet. Die Überführung Kuhstraße wich einem Neubau, in den gleichzeitig der Zugang zum neuen Haltepunkt integriert wurde. Da nur mit einer geringen Frequentierung der Station zu rechnen war, fielen die Aufbauten vergleichsweise spartanisch aus. Die Eröffnung fand zusammen mit der Inbetriebnahme der Ost-West-S-Bahn am 29. Mai 1988 statt.

## Verkehr
2023 wird der Haltepunkt von drei Linien der S-Bahn Rhein-Ruhr bedient. Die S-Bahnlinien fahren jeweils im 20-Minuten-Takt, so dass je Stunde und Richtung neun Züge zwischen dem Düsseldorfer und dem Neusser Hauptbahnhof verkehren. Darüber hinaus bestehen mit den S-Bahnlinien direkte Verbindungen nach Mönchengladbach, Wuppertal, Hagen, Dortmund, Köln, Bergisch Gladbach, Kaarst, Korschenbroich, Mettmann und Dormagen.
| Linie | Verlauf | Takt                                                                                         |
| ----- | --- | -------------------------------------------------------------------------------------------- |
| S 8   | Hagen Hbf – HA-Wehringhausen – HA-Heubing – HA-Westerbauer – Gevelsberg-Knapp – Gevelsberg Hbf – Gevelsberg-Kipp – Gevelsberg West – Schwelm – Schwelm West – W-Langerfeld – W-Oberbarmen – W-Barmen – W-Unterbarmen – Wuppertal Hbf – W-Steinbeck – W-Zoologischer Garten – W-Sonnborn – W-Vohwinkel – Haan-Gruiten – Hochdahl-Millrath – Hochdahl – Erkrath – D-Gerresheim – D-Flingern – Düsseldorf Hbf – D-Friedrichstadt – D-Bilk – D-Völklinger Straße – D-Hamm – NE Rheinpark-Center – NE Am Kaiser – Neuss Hbf – Büttgen – Kleinenbroich – Korschenbroich – MG-Lürrip – Mönchengladbach Hbf Stand: Fahrplanwechsel Dezember 2023 | 30 min 60 min (Hagen–Oberbarmen) 20 min (Oberbarmen–M’gladbach wochentags)                   |
| S 11  | D-Flughafen Terminal – D-Unterrath – D-Derendorf – D-Zoo – D-Wehrhahn – Düsseldorf Hbf – D-Friedrichstadt – D-Bilk – D-Völklinger Straße – D-Hamm – NE Rheinparkcenter – NE Am Kaiser – Neuss Hbf – Neuss Süd – Norf – NE-Allerheiligen – Nievenheim – Dormagen – Dormagen-Chempark – Köln-Worringen – K-Blumenberg – K-Chorweiler Nord – K-Chorweiler – K-Volkhovener Weg – K-Longerich – K-Geldernstraße/Parkgürtel – K-Nippes – K-Hansaring – Köln Hbf – K-Messe/Deutz – K-Buchforst – K-Mülheim – K-Holweide – K-Dellbrück – Duckterath – Bergisch Gladbach Stand: Fahrplanwechsel Dezember 2023                                     | 20 min                                                                                       |
| S 28  | Kaarster See – Kaarster Bahnhof – Kaarst Mitte/Holzbüttgen – IKEA Kaarst – Neuss Hbf – NE Am Kaiser – NE Rheinpark-Center – D-Hamm – D-Völklinger Straße – D-Bilk – D-Friedrichstadt – Düsseldorf Hbf – D-Flingern – D-Gerresheim – Erkrath Nord – Neanderthal – Mettmann Zentrum – Mettmann Stadtwald – Hahnenfurth-Düssel – W-Vohwinkel – W-Zoologischer Garten – W-Steinbeck – Wuppertal Hbf Stand: Fahrplanwechsel Dezember 2023 | 20 min (wochentags) 20/40 min (Mettmann–Wuppertal wochentags) 30 min (Wochenenden/Feiertage) |

Südlich des Haltepunktes, „Am Kuhtor“, liegt der Endpunkt der Straßenbahnlinie 706, der als Gleisdreieck ausgeführt ist. 
Am nördlichen Ausgang in der Fringsstraße liegt eine Haltestelle der Buslinie 732.
| Linie | Verlauf | Takt   |
| ----- | --- | ------ |
| 706   | D-Hamm 1 – Hammer Dorfstraße – Hemmersbachweg – Franziusstraße – Unterbilk, Bilker Kirche – Unterbilk, Stadttor – Landtag/Kniebrücke – Graf-Adolf-Platz 2 – Stadtmitte, Berliner Allee – Steinstraße – Stadtmitte, Schadowstraße – Pempelfort, Sternstraße – Marienhospital – Pempelfort, Stockkampstraße3 – D-Zoo – Düsseltal, Brehmplatz – Lindemannstraße – Flingern-Nord, Lindenstraße – D-Flingern – Flingern-Süd, Kettwiger Straße – Oberbilker Markt/Warschauer Straße – Flügelstraße – Kruppstraße – D-Volksgarten – Bilk, Kopernikusstraße4 → Am Steinberg ← Moorenstraße ← Merowingerplatz ← Bilk, Merowingerstraße Betrieb im Standardtakt der Düsseldorfer Straßenbahnen; weitere Haltestellen nur in den Abschnitten 1–2 und 3–4, aber alle Umsteigehaltestellen sind aufgeführt. | 10 min |
| 732   | Hafen, Lausward1 – Bremer Straße2 – D-Hamm – Medienhafen, Kesselstraße – Franziusstraße3 – Unterbilk, Stadttor – Polizeipräsidium – Kirchplatz 4 – Friedrichstadt, Corneliusstraße – Helmholtzstraße – Düsseldorf Hbf 5 – Worringer Platz – Handelszentrum/Moskauer Straße – Oberbilker Markt/Warschauer Straße – Ellerstraße 6 – Eller, Herborner Weg – Eller Süd – Alt Eller 7 – Eller, Vennhauser Allee 8 Im Abschnitt 4–8 Verkehr im Standardtakt der Düsseldorfer Straßenbahnen; im Abschnitt 1–4 meistens weniger Fahrten, die an verschiedenen Endhaltestellen (1, 2 oder 3) beginnen bzw. enden; weitere Haltestellen nur in den Abschnitten 2–5 und 6–8. | 20 min |